# محمدطلا مظلومی
محمد طلا مظلومی سیاستمدار و سرهنگ بازنشسته ایرانی است. نماینده نماینده مردم بهبهان، تشان، منصوریه، زیدون و آغاجاری در مجلس شورای اسلامی ایران است. 
وی توانست در یازدهمین انتخابات مجلس شورای اسلامی با کسب ۱۸ هزار و ۲۸ رای، از حوزه انتخابیه بهبهان و آغاجاری از استان خوزستان انتخاب گردد. محمد طلا مظلومی در تاریخ ۱۱ اسفند ۱۴۰۲ با کسب ۲۶۷۹۰  رای برای بار دوم منتخب مردم شهرستان بهبهان و آغاجاری شد  و مجدد به عنوان نماینده به مجلس دوازدهم راه یافت.

## انتخابات مجلس شورای اسلامی سال ۱۳۹۸
بر اساس اطلاع‌رسانی فرمانداری شهرستان بهبهان نتایج انتخابات یازدهمین دوره نمایندگی مجلس شورای اسلامی شهرستان بهبهان اعلام شد و محمد طلا مظلومی توانست از مجموع ۶۳ هزار و ۳۷۶ رای، ۱۸ هزار و ۲۸ رای را به خود اختصاص داده و منتخب مردم در حوزه انتخابیه بهبهان و آغاجری شود.

## انتخابات مجلس شورای اسلامی سال ۱۴۰۲
محمد طلا مظلومی توانست در ۱۱ اسفند ۱۴۰۲ در مجموع با ۲۶۷۹۰  رای از بین کل آرا ماخوذه به میزان ۷۷۱۹۴ رای با ۳۴/۷ درصد پیروز انتخابات مجلس شورای اسلامي شود و به عنوان منتخب مردم شهرستان بهبهان و آغاجاری به دوازدهمین دوره مجلس شورای اسلامی راه پیدا کند .